# 謝寧 (成化進士)
謝寧，福建惠安縣人，明朝政治人物、同進士出身。

## 生平
天顺三年，福建己卯乡试中舉。成化二年（1466年）丙戌科進士，歷官廣東揭陽縣知縣，升刑部主事。